# Sharam Diniz
Sharam Diniz (Luanda, 2 marzo 1991) è una supermodella angolana naturalizzata portoghese.

## Biografia
In possesso delle nazionalità portoghese ed angolana, ha vinto nel 2009 l'edizione portoghese del Supermodel of the World. A 17 anni iniziò a partecipare a delle sfilate di moda in Angola. Nel 2009 ha partecipato e vinto il The Office & Look Magazine Model Search in Inghilterra. Nel 2012 è stata eletta come Miglior Modella dell'Anno in Luanda, e nel 2013 è stata eletta come Miglior Modella ai Golden Globe..
Durante la sua carriera ha posato per svariate copertine, tra cui nel maggio 2013 per le edizioni portoghesi di GQ ad aprile e Vogue a maggio. Ha partecipato al Victoria's Secret Fashion Show nel 2012 e nel 2015 e ha sfilato per Carolina Herrera nel 2015. Volto di Chanel per la campagna pubblicitaria per gli orologi L'instant, vanta esperienze anche come stilista con la sua linea Naara.